# 鲁塞尼亚最高委员会
鲁塞尼亚最高委员会（烏克蘭語：Головна Руська Рада）是历史上鲁塞尼亚人首个合法的政治组织，1848年革命时期，于5月2日在奥地利帝国兰贝格成立，该组织最早使用了蓝黄旗，即今日的乌克兰国旗。